# بوب بيكر (سياسي)
بوب بيكر (بالإنجليزية: Bob Baker)‏ هو سياسي أسترالي، ولد في 9 أبريل 1917، وتوفي في 3 يوليو 1985. انتخب عضو مجلس نواب تسمانيا.